# Kukelevo (Oblast' autonoma ebraica)
Kukelevo (in lingua russa Кукелево) è un centro abitato dell'Oblast' autonoma ebraica, situato nel Leninskij rajon.